# Надпись на стене больницы
«На́дпись на стене́ больни́цы» — четверостишие Пушкина. В собрания сочинений Пушкина входит, начиная с первого издания под ред. П. А. Ефремова (т. I, 1880). Датируется первыми числами июня 1817 года. Необычно нахождение стихотворения. По воспоминаниям Пущина, он над своей койкой
в лицейской больнице обнаружил надпись:
Вот здесь лежит больной студент;

Его судьба неумолима.

Несите прочь медикамент:

Болезнь любви неизлечима!

и узнал по почерку Пушкина. И. И. Пущин первым опубликовал стихотворение в своих «Записках о Пушкине» («Атеней», 1859, № 8, стр. 523). До этого оно включалось в рукописное «Собрание лицейских стихотворений». Известны три рукописных списка стихотворения (у И. И. Пущина и кн. Н. А. Долгорукова). Печатается по копии в рукописном «Собрании лицейских стихотворений».